# Médaille d'or de la valeur militaire
La médaille d'or de la valeur militaire (italien : Medaglia d'oro al valor militare ou MOVM) est une médaille italienne créée le 21 mai 1793 par le roi Victor-Amédée III de Sardaigne attribuée pour les actes de bravoure exceptionnels accomplis en temps de guerre par des officiers subalternes et aux simples soldats qui s'étaient distingués au combat.
Ces médailles sont tombées en désuétude pendant la période de domination napoléonienne. Elles ont été rétablies le 1er avril 1815 par Victor-Emmanuel Ier de Sardaigne, qui ne les a toutefois supprimées que quelques mois plus tard, le 4 août 1815, pour les remplacer par l'ordre militaire de Savoie (Ordine militare di Savoia), aujourd'hui connu sous le nom d'ordre militaire d'Italie.
Cependant, en 1833, Charles-Albert de Sardaigne, reconnaissant que l'ordre militaire était trop exclusif en ce sens qu'il ne pouvait être décerné qu'à des personnes de haut rang, a rétabli le 26 mars 1833 les médailles de valeur (d'or et d'argent) en tant que récompenses pour les actes nobles accomplis par les soldats en temps de guerre comme en temps de paix.
Selon le décret royal n° 753 du 24 mai 1915, le nombre de fois qu'une personne pouvait recevoir une médaille pour bravoure (en argent et en or) était limité à trois, après quoi une promotion était prévue. Cette limite a été supprimée par le décret royal n° 975 du 15 juin 1922.
Pendant la Première Guerre mondiale, la médaille a été décernée à des militaires, des unités au-dessus du niveau de la compagnie et des civils pour leur courage exceptionnel face à l'ennemi.
Pour les actes accomplis par des personnes pendant la Première Guerre mondiale, la médaille d'or a été décernée quelque 368 fois, ainsi que 37 fois à des unités militaires, et une fois au Soldat inconnu. Seuls quatre des prix individuels ont été décernés à des étrangers, dont le tsar Nicolas II de Russie. Les trois autres ont été décernées pour des actes de bravoure au cours desquels le récipiendaire a été tué au combat ou est mort de ses blessures (les Français John O'Byrne et Roland Morillot, et l'Américain Coleman deWitt). La médaille d'or de la vaillance militaire a été l'une des médailles les plus parcimonieuses de la Première Guerre mondiale, accordée moins souvent que la croix de Victoria britannique qui a été décernée 628 fois.
Pendant la Seconde Guerre mondiale, la médaille a été décernée aux soldats de l'Armée royale italienne ; après la réorganisation de ces forces à la suite de l'Armistice avec l'Italie en 1943, elle a été décernée aux membres des forces italiennes co-belligérantes soutenues par les Alliés. La République sociale italienne affiliée à l'Axe a créé un autre dessin de la médaille, avec un Glaïeul remplaçant les armes de la Savoie, pour les membres de l'Esercito Nazionale Repubblicano de 1943 à 1945. Cette version de la médaille n'a pas été reconnue par le gouvernement italien de l'après-guerre.
Avec la proclamation de la République le 2 juin 1946, les armoiries de la maison de Savoie ont été remplacées par l'emblème de la République italienne.
La médaille d'or de la Valeur militaire est toujours décernée par l'État italien et, avec les médailles d'argent et de bronze de la Valeur militaire ainsi que la croix de guerre de la Valeur militaire (qui ne peut être décernée qu'en temps de guerre), elle a été créée par le décret royal du 4 novembre 1932, dans laquelle le but de ces médailles est défini comme étant de « distinguer et honorer publiquement les auteurs d'actes militaires héroïques, même accomplis en temps de paix, à condition que l'exploitation soit étroitement liée aux buts pour lesquels les Forces armées sont constituées, quelle que soit la condition ou la qualité de l'auteur. »

## Récipiendaires notables
Le premier récipiendaire a été Domenico Millelirede la Marine royale sarde le 6 avril 1793 et le dernier récipiendaire a été en 2014 le caporal-major Andrea Adorno du 4e régiment de parachutistes Alpini pour les opérations de combat à Bala Murghab, en Afghanistan en 2010.

### Individuels
- Abele Ambrosini
- Amedeo Guillet
- Annibale Bergonzoli
- Antonio Locatelli (par 3 fois)
- Carla Capponi
- Carlo Emanuele Buscaglia
- Carlo Fecia di Cossato
- Carmelo Borg Pisani
- Cesare Battisti
- Charles Yorke (4e comte de Hardwicke)
- Domenico Millelire
- Emanuele Beraudo di Pralormo
- Emilio Faà di Bruno
- Enrico Toti
- Enzo Grossi (2 médailles de bronze et 1 d'argent)
- Filippo Illuminato
- Francesco Baracca
- Fulco Ruffo di Calabria
- Furio Niclot Doglio
- Giovanni Fornasini
- Giuliano Gozi
- Giulio Martinat
- Giuseppe Caimi
- Giuseppe Cenni, Commandant de l'Armée de l'air italienne
- Giuseppe Galliano (par 2 fois)
- Hans-Joachim Marseille
- Inigo Campioni
- Irma Bandiera
- Joachim Müncheberg
- Joaquín García Morato
- Junio Valerio Borghese
- Luigi Antonio Tami

- Luigi Arbib Pascucci
- Luigi Giorgi (par 2 fois la médaille d'or)
- Luigi Gorrini
- Luigi Reverberi
- Luigi Rizzo (par 2 fois)
- Maurizio Giglio
- Nicola Calipari
- Orlando Lorenzini
- Paolino Mattina
- Pore Mosulishvili
- Roland Morillot
- Salvo D'Acquisto
- Sandro Pertini
- Teseo Tesei
- Tito Minniti
- Unatù Endisciau, le seul soldat éthiopien à avoir reçu la médaille d'or

### Unités militaires
La première unité militaire à recevoir une médaille d'or a été le régiment de dragons de Sa Majesté (Reggimento Dragoni di Sua Maestà) le 21 avril 1796 pour la conduite de l'unité pendant la bataille de Mondovi. Bien qu'à l'époque la médaille ait été exclusivement décernée pour bravoure personnelle, le roi Victor Amadeus III de Sardaigne a ordonné que l'étendard du régiment soit décoré de deux médailles pour avoir sauvé son armée de l'attaque de Napoléon. Jusqu'en 1859, lorsque les règles d'attribution de la médaille d'or ont été étendues aux villes et aux unités militaires, seule la brigade "Cuneo" s'est vu décerner une médaille d'or spéciale de la valeur militaire par le roi Charles-Félix de Sardaigne pour avoir réprimé la révolution de 1821. La première unité à recevoir la médaille d'or après 1859 fut le 3e régiment impérial français de zouaves pour sa conduite dans la bataille de Palestro. La dernière unité à avoir reçu la médaille d'or a été la Brigade juive en 2017 pour le service de la brigade pendant la campagne d'Italie de la Seconde Guerre mondiale.
La liste suivante ne contient que les unités militaires qui ont reçu deux fois la Médaille d'or de la valeur militaire. Au total, 112 médailles d'or ont été décernées à des unités de l'armée italienne : 105 à des régiments et 7 à des bataillons.
- Reggimento "Genova Cavalleria" (4º) (1796 Bataille de Mondovi, la seule unité de cavalerie à avoir été récompensée deux fois)
- 1º Reggimento "Granatieri di Sardegna" (1860 Siège de Gaète, 1917 Dixième bataille de l'Isonzo)
- 5º Reggimento fanteria "Aosta" (1859 Bataille de San Martino, 1917-18 Front italien)
- 6º Reggimento fanteria "Aosta" (1859 Bataille de San Martino, 1917-18 Front italien)
- 9º Reggimento fanteria "Regina" (1859 Bataille de Palestro, 1915-16 Front italien)
- 10º Reggimento fanteria "Regina" (1860 Bataille de Castelfidardo, 1915-16 Front italien)
- 13º Reggimento fanteria "Pinerolo" (1915-18 Front italien, 1941 Guerre italo-grecque)
- 47º Reggimento fanteria "Ferrara" (1915-17 Front italien, 1940-41 Guerre italo-grecque)
- 48º Reggimento fanteria "Ferrara" (1915-17 Front italien, 1940-41 Guerre italo-grecquer)
- 80º Reggimento fanteria "Roma" (1941–42, 1942-43 Front de l'Est)
- 84º Reggimento fanteria "Venezia" (1911 Guerre italo-turque, 1943 Résistance aux forces allemandes en Yougoslavie)
- 151º Reggimento fanteria "Sassari" (1915–16, 1918 Front italien)
- 152º Reggimento fanteria "Sassari" (1915–16, 1918 Front italien)
- 3º Reggimento bersaglieri (1941–42, 1942 Front de l'Est; l'unité est également le gardien de la médaille décernée au IIIe bataillon de cyclistes de Bersaglieri en 1915-18 sur le front italien)
- 6º Reggimento bersaglieri (1942, 1942-43 Front de l'Est)
- 8º Reggimento bersaglieri (1941-42 Guerre du Désert, 1943 Campagne de Tunisie)
- 5° Reggimento alpini (1940-41 Guerre italo-grecque, 1942-43 Front de l'Est)
- 8° Reggimento alpini (1940-41 Guerre italo-grecque, 1942-43 Front de l'Est)
- 9° Reggimento alpini (1940-41 Guerre italo-grecque, 1942-43 Front de l'Est)
- 3° Reggimento artiglieria terrestre (montagna) (1940-41 Guerre italo-grecque, 1942-43 Front de l'Est, la seule unité d'artillerie à avoir été récompensée deux fois)

La 4º Reggimento alpini affiche actuellement deux médailles d'or de la valeur militaire sur son drapeau, mais les deux médailles ont été décernées au bataillon alpin du régiment Aoste, et au bataillon de skieurs alpins Monte Cervino.

### Régions et villes
La première entité géographique à recevoir une médaille d'or de la valeur militaire a été la ville de Vicence en 1866 pour sa résistance de cinq jours aux assauts autrichiens pendant la première guerre d'indépendance italienne. Vicence est également la seule ville à avoir reçu la médaille deux fois 
la deuxième fois pour sa participation au mouvement de résistance italien pendant la deuxième guerre mondiale.
La dernière ville à avoir reçu cette médaille est Varzi, pour la création et la défense de la République partisane de l'Alto Tortonese entre septembre et décembre 1944.
Exemples :
- Région du Frioul-Vénétie Julienne
- Province d'Alexandrie
- Province d'Asti
- Province de Pordenone
- Ascoli Piceno
- Bassano del Grappa
- Lanciano
- Marzabotto
- Milan
- Modène
- Naples pour les quatre journées de Naples en 1943
- Parme
- Varzi
- Vicence

La liste complète des régions, provinces et villes qui ont été récompensées pour leur bravoure se trouve sur le site Wikipédia italien: it:Città decorate al val militare per la guerra di liberazione.

### Université de Padoue
L'université de Padoue est le seul établissement d'enseignement à avoir reçu une médaille d'or de la valeur militaire. L'université l'a reçue le 2 novembre 1945 pour sa furieuse résistance à l'occupation allemande en 1943-1945.

## Voir également
- Médaille de la vaillance militaire
- Médaille d'argent de la vaillance militaire
- Médaille de bronze de la vaillance militaire
- Ordres, décorations et médailles de l'Italie
- Médailles italiennes 1860-aujourd'hui (Wikipédia italien)